# William Goodenough
William Goodenough (ur. 2 czerwca 1867 w Portsmouth, zm. 30 stycznia 1945 w Coulsdon) – brytyjski wojskowy, admirał Royal Navy z okresu I wojny światowej, uczestnik bitwy jutlandzkiej.

## Życiorys
William Goodenough wstąpił do Royal Navy jako kadet w styczniu 1880 roku. W 1905 roku został promowany do stopnia komandora (Captain) i przez kolejne dwa lata pełnił funkcję komendanta Dartmouth Naval College. W 1913 roku został dowódcą eskadry krążowników lekkich. Po wybuchu I wojny światowej jego eskadra weszła w skład Grand Fleet. Na jej czele wziął udział w bitwach koło Helgolandu w 1914 roku, na Dogger Bank w 1915 roku i jutlandzkiej w 1916 roku. Po tej ostatniej został awansowany do stopnia kontradmirała (Rear-Admiral) i w grudniu 1916 roku objął dowództwo 2. Eskadry Pancerników.
Po zakończeniu wojny pozostał w Royal Navy do czasu przejścia na emeryturę w 1930 roku, pełniąc między innymi funkcję pierwszego adiutanta morskiego na dworze króla Jerzego V. W późniejszych latach był między innymi aktywnym członkiem Royal Geographical Society. Zmarł w podlondyńskim Coulsdon 30 stycznia 1945 roku.
Na jego cześć nazwano przylądek.